# 23e régiment d'infanterie coloniale
Pour les articles homonymes, voir 23e régiment.
Le 23e régiment d'infanterie coloniale est une unité de l'armée française. Il est renommé 23e régiment d'infanterie de marine en 1958. Dissout en 1979, ses traditions sont reprises par le 23e bataillon d'infanterie de marine à compter du 1er juillet 1979.

## Création et différentes dénominations
- 1902 : 1er octobre : création du 23e régiment d'infanterie coloniale
- 1940 : juillet : dissolution

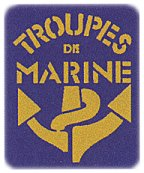
L'insigne des troupes de Marine.

- 1944 : novembre : recréation du 23e régiment d'infanterie coloniale à partir du 13e régiment de tirailleurs sénégalais par suite du « blanchiment » de la 9eDIC
- 1955 : 15 mars : dissolution
- 1956 : 1er mars : création du 23e régiment d'infanterie coloniale
- 1958 : 1er décembre : renommé 23e régiment d'infanterie de marine par décret du 28 avril 1958[1]
- 1962 : 1er août : dissolution en Afrique du Nord
- 1962 : 1er octobre : création du 23e régiment d'infanterie de marine
- 1979 : 30 juin : dissolution à Maisons-Laffitte
- 1979 : 1erjuillet : création à Dakar du 23e bataillon d'infanterie de marine, par changement d'appellation du 10e B.I.Ma

## Chefs de corps
- 16 septembre 1902 - 26 mars 1904 : colonel Caudrelier
- 9 avril 1913 - 22 août 1914 : colonel Auguste Marie Raphaël Nèple[2]
- 25 octobre 1914 - 16 janvier 1915 : colonel Guyot d'Asnières de Salins
- 26 février - 25 septembre 1915 : colonel Monhoven
- 1934 - 1935 : colonel Carlès
- 1937 - 1939 : colonel Mennerat
- 1939 - mai 1940: colonel Georges Cuzin
- juin 1940 : lieutenant-colonel Rousseau
- 13 décembre 1944 - 1er août 1945 : clonel Jean Landouzy
- 1945 : colonel Debes…
- 1978 jusqu'à la dissolution en 1979 : colonel Philippe Fauthous

## Historique des garnisons, combats et batailles du23eR.I.C
- Le régiment est installé à partir de 1907 à la caserne Lourcine au no 37 du boulevard de Port-Royal dans le 13e arrondissement de Paris, en face du Val-de-Grâce. Il y reste jusqu'en 1945.
- Campagne du Maroc 1908-1913, 23e R.I.C

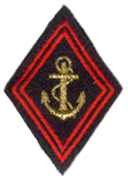
Insigne d'épaule l'ancre d'infanterie de marine.

### La Première Guerre mondiale
- Casernement en 1914 : Paris ; 5e brigade coloniale ; 3e division d'infanterie coloniale

#### 1914
- Départ de Paris le 7 août 1914 pour Revigny-sur-Ornain en train[3]
- Premier contact avec des éléments de cavalerie ennemie à Gérouville le 21 août 1914
- Opérations des IIIe et IVe armées et du corps de cavalerie Sordet
- Bataille des Frontières
  - 22 août : Combats de Rossignol, au cours desquels le colonel Nèple, commandant du régiment, est grièvement blessé[4]
  - 24 août : Saint-Vincent
- Repli du 23 août au 5 septembre
- Bataille de la Marne
  - Le 6 septembre, occupe la position comprise entre le chemin de Thieblemont à Écriennes et le canal de Vitry à Saint-Dizier. Le 1er bataillon enlève d'assaut les fermes de Tournay.
  - 6-7 septembre : Écriennes, Vauclerc
  - Du 7 au 11 septembre, le régiment très décimé devient réserve d'armée.
  - Poursuit l'ennemi du 12 au 14 septembre jusqu'au nord-ouest de Ville-sur-Tourbe
  - Le 23 octobre, le village de Melzicourt est enlevé
  - Le 11 décembre, le 1er bataillon, mis à la disposition du 91e régiment d'infanterie, reçoit l'ordre d'enlever les retranchements allemands au nord de la Harazée en Argonne

#### 1915
- Le 5 février, les 2e et 3e bataillons reçoivent l'ordre d'occuper et de résister sur les crêtes au nord de Massiges
- Champagne
  - 16 - 23 février : fortin de Beauséjour
- Jusqu'au 18 mai 1915, occupe soit le secteur de Ville-sur-Tourbe, soit, et surtout, le secteur du bois d'Hauzy, où il alterne avec le 21e RIC. De courtes périodes de repos sont accordées au régiment dans le village de Dommartin-sous-Hans.
- Le 1er juin, le 23e RIC embarque à Sainte-Menehould et débarque à Emerville, au nord-ouest de Villers-Cotterêts.
- Le 6 juin, en réserve à Berneuil-sur-Aisne
- Bivouac dans la forêt de Laigue
- Cantonné à Pierrefonds, le régiment y embarque du 14 au 15 juin, et débarque à Longpré-les-Corps-Saints
- Transporté en camions, dans la région sud-est de Doullens
- Séjourne dans les villages de Sombrin et de Warluzel du 18 juin au 5 juillet
- Du 5 au 13 juillet, le régiment stationne à Candas et à Halloy-lès-Pernois, premiers départs de permissionnaires
- Du 15 au 16 juillet, il s'embarque aux abords d'Amiens, à destination de la Champagne
- Débarque à Épernay et cantonne à Ay
- Le 22 juillet, il est transporté en chemin de fer d'Oiry à Mourmelon-le-Petit et va bivouaquer dans le camp de Châlons
- Transporté le 31 juillet à Valmy, le régiment retourne dans ses anciens cantonnements de Dommartin-sous-Hans
- Le 11 août, relève le 61e RI (XVe corps), dans le sous-secteur de Massiges-Virginy
- Creuse des boyaux du 3 au 15 septembre dans la région de Dommartin puis retourne dans le sous-secteur de Massiges-Virginy
- 25 septembre-6 octobre : seconde bataille de Champagne, Main-de-Massiges, cote 191
- Jusqu'au 1er octobre, le régiment continue sa progression vers le Nord
- Dans la nuit du 9 au 10 octobre, le régiment est relevé. Transporté en camions de Courtémont à Verrières, le régiment se reconstitue dans ce village
- Revient à Dommartin-sous-Hans le 18 octobre
- Relève le 3e RIC le 23 octobre dans le sous-secteur ouest de Massiges
- Relevé par le 142e RI le 28 novembre
- Période de repos dans la région de Givry-en-Argonne
- Le régiment est passé en revue le 7 décembre par le général Berdoulat, décoration de la croix de guerre
- Du 17 au 18 décembre, le régiment est transporté en chemin de fer dans la région de Meaux
- Cantonnement à Monthyon, Barcy et Saint-Soupplets

#### 1916
- Se déplace du 6 au 12 janvier à destination du camp de Crèvecœur-le-Grand pour faire de l'instruction
- Part du camp de Crèvecœur le 28 janvier, occupe des positions dans le secteur de Foucaucourt
- Le 2 mars, subdivision de Dompierre
- Le 24 avril, le 23e RIC est relevé par le 24e RIC et occupe, le 26 avril, les cantonnements de Framerville et de Rosières
- Jusqu'au 12 mai, le régiment participe, de jour et de nuit, à l'aménagement du secteur de la 16e DIC
- Séjour dans les cantonnements d'Harbonnières, de Framerville et de Proyart
- Relève, dans le secteur de Foucaucourt (région du bois Commun) le 7e RIC le 25 mai
- Relevé le 3 juin par le 265e RI
- Le 4 juin, relève le 8e RIC dans la subdivision de Dompierre
- Le bataillon de réserve est cantonné à Chuignes
- Relevé le 24 juin par le 21e RIC
- Exercices de liaison, notamment avec avion, au camp 63 près Lamotte-en-Santerre
- Occupe son secteur d'attaque le 27 juin
- Le 28 juin, le général Cadel, commandant la 3e DIC, est grièvement blessé

Bataille de la Somme
- L'attaque est déclenchée le 1er juillet. Le premier objectif est les villages de Dompierre et de Becquincourt. Le deuxième objectif est la seconde position allemande, éloignée de la première d'environ 2 kilomètres et formant courtine entre les villages d'Herbécourt et d'Assevillers
- Le 3 juillet, à 9 Heures, le régiment pousse sur Flaucourt
- Le 4 juillet, des éléments sont poussés vers le sud-est, face à Barleux
- Le 5 juillet, le régiment va cantonner à Proyart
- Revient le 13 juillet dans les tranchées de la région de Dompierre
- Le 20 juillet, reçoit pour mission d'enlever les organisations défensives de l'ennemi au sud de Barleux
- Juillet-septembre : Ebesquincourt, Dompierre, Assevillers, Rancourt, Belloy-en-Santerre, Villers-Carbonnel, Horgny

#### 1917
- 17 - 20 mars : entre Somme et Oise
- 15 avril : Bataille du Chemin des Dames.
  - 16 - 17 avril : l'Ailette
  - 5 - 9 mai : mont des Singes
  - 28 - 29 juillet : Hurtebise

#### 1918
- 27 - 31 mai : Combats sous Reims
- 1er juin : combats sous Reims
- 15 juillet : combats sous Reims
- 7 - 9 octobre : Bazancourt
- 11 - 19 octobre : Retourne, Aisne
- Herpy
- Il a reçu la fourragère aux couleurs de la Médaille militaire le 17 février 1919.

## Drapeau du régiment
Il porte, cousues en lettres d'or dans ses plis, les inscriptions ci-dessous,.
- Ki-Hoa1861
- Puebla 1863
- Sontay 1883
- Tien-Tsin 1900
- Maroc 1908-1913
- Champagne 1915-1918
- Aisne 1917-1918
- Reims 1918
- Argonne 1940
- Colmar 1945
- Bade 1945
- Indochine 1945-1954
- AFN 1952-1962

Il porte la fourragère aux couleurs du ruban de la Médaille militaire avec deux olives aux couleurs des rubans des croix de guerre 1914-18 et 1939-1945 et la fourragère aux couleurs du ruban de la croix de guerre TOE

### LaSeconde Guerre mondiale
Le 10 mai 1940, le 23e régiment d'infanterie coloniale du colonel Cuzin fait partie de la 3e division d'infanterie coloniale qui renforce le sous-secteur de Montmédy (secteur fortifié de Montmédy).
Le 21 juin 1940 (veille du jour de l'armistice) le 23e régiment d'infanterie coloniale se bat aux côtés du 21e RIC jusqu'en milieu d'après-midi à Paray Sainte-Césaire, au-dessus de Nancy. Dans l'après-midi au son du clairon (ordre du commandant Lauzier) sous l'impulsion de l'aspirant David, les « marsouins » chargent à la baïonnette. Ce doit être la dernière charge à la baïonnette de la guerre de 1940. Les derniers survivants, ivres de fatigue, sans munition et écrasés par le nombre, se rendent. Auparavant, ce régiment ainsi que le 21e RIC fut très éprouvé à la côte 304 en mai 1940 à proximité de Verdun où il perdit les trois quarts de son effectif. Un des plus beaux régiments de « marsouins » diront plusieurs généraux[Lesquels ?][réf. nécessaire].
Il est dissous en juillet 1940, recréé en novembre 1944 à partir du 13e régiment de tirailleurs sénégalais (blanchiment des troupes coloniales).

### L'après Seconde Guerre mondiale
- Allemagne 1945, le 23e R.I.C stationne du manque la date d'arrivé 'en 1945) au 4 octobre 1945 Richthofenkaserne (futur quartier Lyautey) et Boelckekasernequartier (futur quartier Mangin) à Villingen-Schwenningen avant son départ pour l'Indochine[7]
- Indochine 1945-1955, le 23e R.I.C dissous le 15 mars 1955, recréé le 1er mai 1956.
- Afrique du Nord 1956-1962, le 23eR.I.Ma dissous le 1er août 1962, recréé le 1er octobre 1962.
- Maisons-Laffitte 1962-1979, le 23eR.I.Ma dissous le 30 juin 1979.
- le 23e bataillon d'infanterie de marine est créé le 1er juillet 1979 à Dakar, par changement d'appellation du 10e B.I.Ma

## Traditions
La fête des troupes de marine
Elle est célébrée à l'occasion de l'anniversaire des combats de Bazeilles. Ce village qui a été quatre fois repris et abandonné sur ordres, les 31 août et le 1er septembre 1870.
« Et au Nom de Dieu, vive la coloniale »
Les Marsouins et les Bigors ont pour saint patron Dieu lui-même. Ce cri de guerre termine les cérémonies intimes qui font partie de la vie des régiments.

## Personnalités ayant servi au régiment
- Henri Amiel 1907-1976), général de brigade, Compagnon de la Libération, capitaine en 1936.
- Marcel Bigeard (1916-2010), général de corps d'armée, capitaine en 1945[7], chef de la 6ecompagnie du 2e bataillon[7].
- Eugène Cotte (1889-1976), blessé lors de la bataille de la Somme en 1916.
- Émile Détanger (1880 - 1914), écrivain sous le pseudonyme Émile Nolly .
- Raoul Duault (1910-1983), officier de la France libre, Compagnon de la Libération.
- Philippe Fratacci (1917-2002), officier de la France libre, Compagnon de la Libération.
- Charles N'Tchoréré (1896-1940), lieutenant au régiment en 1927.
- Philippe Freyre (1891-1957), agent du 2e bureau au sein de l'Abwehr.
- Jean Gilles (1904-1961), général de corps d'armée, commandant en second du régiment en 1945[7]
- Pierre Marchand (1893-1971), général français, Compagnon de la Libération
- François Mitterrand (1916-1996), 20e président de la République française, sous-officier entre 1938 et 1940.
- Robert Alvar de Biaudos de Casteja, fils aîné du Marquis de Castéja, mort pour la France à Pfastatt en janvier 1945 à 19 ans lors des combats dans la poche de Colmar[8]
- Jean Mufraggi (1914-2009), officier de la France libre, Compagnon de la Libération.
- Louis Rimbault (1877-1949), membre de la bande à Bonnot
- Charles Rondony (1856-1914), chef de corps en 1902.
- Ramire Rosan (1895-2004), dernier « poilu » de Guadeloupe.
- Pierre Rougé (1911-1941), officier de la France Libre, Compagnon de la Libération.
- Pierre Vilars (1916-), officier d'artillerie

## Sources et bibliographie
- Erwan Bergot, La coloniale du Rif au Tchad 1925-1980, imprimé en France : décembre 1982, n° d'éditeur 7576, n° d'imprimeur 31129, sur les presses de l'imprimerie Hérissey.
- Historique du 23e régiment d'infanterie coloniale pendant la guerre 1914-1918, Nancy, Berger-Levrault, 82 p., lire en ligne sur Gallica.